# Der große Knall (1987)
Der große Knall ist ein belgischer Zeichentrickfilm, der am 23. April 1987 in Deutschland seine Premiere feierte.

## Handlung
Man schreibt das Jahr 1995. Italien hat Libyen vernichtet, weil das Land Israel zerstörte. Afrika bombardiert Deutschland, welches mit Frankreich im Krieg liegt. Luxemburg hat England erobert. Schweden, Monaco und die Schweiz opferten sich selbst. Nachdem auch noch die Amerikaner und die Russen einen Nuklearkrieg führen, löscht sich die Menschheit beinahe selbst aus. Die Kontinente der Erde verformen sich in Folge des nuklearen Gefechts und vereinen sich zu zwei großen Ländern – auf der einen Seite lebt eine Mutantenrasse aus körperlich deformierten Hybriden aus Amerikanern und Russen, auf die andere haben sich alle Frauen der Erde zurückgezogen, um dort eine Art Amazonenreich zu gründen. Kein Mann hat seitdem das so genannte Vaginien betreten, geschweige denn es lebend verlassen. Ein Streit über die Frage kommt auf, ob Frauen oder Männer das herrschende Geschlecht sind. Ein neuer Krieg droht zwischen Vaginien und der USSSR auszubrechen. Beide Seiten entwickeln ihre neuen, ureigenen Superwaffen, und durch einen weiteren Krieg gerät das ganze Universum in Gefahr. Um der jeweiligen Sichtweise Nachdruck zu verleihen konstruieren die Männer eine riesige penisförmige Atomrakete („Der Große“).
Die Frauen arbeiten an der Herstellung einer ebenso monströsen, fliegenden Kombination aus Brust und Vagina.
Es scheint, als könne nur Fred die Welt retten, ein Superheld der etwas anderen Art. Zurückgezogen lebt er hinterm Mond gleich links, mit seiner Frau und seinem Baby, das Superheldenkämpfe mit seinem Vater ausstreiten will. Fred arbeitet eigentlich mit Conan der Barbar und Darth Vader zusammen bei der Intergalaktischen Müllabfuhr. Als sie gerade etwas entsorgen, das verdächtig nach E.T.s Leiche aussieht, bekommt Fred einen Funkspruch vom Obersten Wesen der Galaxis, das Fred über den neuen Krieg auf der Erde und die Gefahren für das Universum informiert. Da Superman in der Galaxis der Schwulen-Emanzipation verschollen und Wonderwoman schwanger ist, muss nun Fred auf die Erde, um alle Nuklearwaffen einzusammeln und so den Frieden des Universums gewährleisten. Freds Waffe in diesem Kampf ist seine magische Birne, eine Glühbirne an der Stelle, an der sich normalerweise der Bauchnabel befindet, die ihm Superkräfte verleiht. Superheld Fred gibt bald auf, Frieden stiften zu wollen und entführt die schöne Geliebte des Männer-Präsidenten. Dass Fred den Konflikt durch seinen Rettungsversuch noch weiter anheizt, weil beide Seiten glauben, er sei ein Spion des Gegners, hat weder er noch der galaktische Rat vorausgesehen.

## Synchronisation im Original
(Auswahl)
| Rolle                                                 | Originalsprecher  |
| Fred                                                  | Luis Rego         |
| Chef der Genossen, Präsident des Universums, Sprecher | Georges Aminel    |
| Una                                                   | Perrette Pradier  |
| Liberty                                               | Régine Teyssot    |
| Trixie                                                | Paule Emanuele    |
| General der USSSR, Radiosprecher, Fußballkommentator  | Roger Carel       |
| Jesus, Dummkopf                                       | Michel Elias      |
| Generalin von Vaginien                                | Céline Montsarrat |
| Conan der Barbar                                      | Richard Darbois   |
| ----------------------------------------------------- | ----------------- |

## Trivia
Der große Knall entstand zwischen 1984 und 1987. Der belgische Cartoonzeichner und Filmregisseur Picha war damals bereits für seinen aggressiv-obszönen Witz berühmt. Obwohl der Film mit viel Pressewirbel gestartet wurde, war die Resonanz beim Kinopublikum bescheiden. Nach der Veröffentlichung in Großbritannien wurde vom  British Board of Film Classification eine Szene aus dem Film entfernt, in welcher eine Sexszene von Gott zu sehen ist.